# Miya Muqi
Miya Muqi (母其弥雅, née le 20 mai 1987), de son vrai nom Mu Qimiya, est une actrice chinoise qui apparaît dans des films tels que Kung Fu Yoga (2017), Tomb Robber (en) (2014) ou The Monkey King 2 (2016).
Elle est également instructrice professionnelle de yoga, de danse et de taekwondo.

## Biographie
Miya Muqi devient mannequin à 14 ans et commence sa carrière d'actrice dans Tomb Robber (en) (2014) aux côtés de Michael Tong (en).
Avec Jackie Chan et d'autres acteurs de Kung Fu Yoga, elle apparaît dans l'émission indienne The Kapil Sharma Show (en) pour la promotion du film.

## Ambassadrice du yoga
Miya Muqi, surnommée la « déesse du yoga » dans le Yunnan, est gratifiée du titre d'ambassadrice de la promotion du yoga lors de la conférence Chine (Kunming)–Inde sur le yoga de 2016.

## Filmographie

### Cinéma
- 2014 : Tomb Robber (en)
- 2016 : The Monkey King 2
- 2017 : Kung Fu Yoga
- 2018 : The Pluto Moment (en)
- 2018 : The Unity of Heroes 2
- 2020 : Vanguard

### Télévision
- 2017 : Legend of Heavenly Tear Phoenix Warriors
- 2018 : Daredevil Treasure Hunter

### Émissions de télévision
- 2017 : Trump Card